# Nuevo Polo por Italia
El Nuevo Polo por Italia (Nuovo Polo per l'Italia) (NPI) fue una coalición política de partidos italianos activa entre 2010 y 2012. También se la conocía como Tercer Polo (Terzo Polo) o Polo de la Nación (Polo della Nazione), 
El NPI fue fundado el 15 de diciembre de 2010, como una alternativa tanto a la coalición centro-derecha entre el Pueblo de la Libertad (PdL) y la Liga Norte liderada por Silvio Berlusconi como a la de centro-izquierda entre el Partido Democrático (PD) e Italia de los Valores liderada por Pier Luigi Bersani. La mayoría de los miembros del NPI eran antiguos partidarios de Berlusconi, pero también había un grupo relevante de miembros del PD desilusionados. Los miembros constituyentes de la coalición fueron la Unión del Centro (UdC) de Pier Ferdinando Casini, Futuro y Libertad (FL) de Gianfranco Fini, Alianza por Italia (ApI) de Francesco Rutelli y el Movimiento por las Autonomías (MpA) de Raffaele Lombardo.
El NPI, que nunca fue una coalición electoral, fue disuelto en algún momento de 2012, después de que Casini anunciara que ya no estaba interesado en el proyecto. La ApI de Rutelli, incluso volvió al centro-izquierda y una de sus miembros, Bruno Tabacci, decidió presentarse a las primarias del centro izquierda de 2012 italiano.
En septiembre de 2012 Luca Cordero di Montezemolo anunció que iba a participar a través de su asociación Italia Futura en la formación de una nueva "fuerza popular, reformista y auténticamente liberal", que hegemonizar el centro político de la política italiana, en diálogo con "personas responsables" de los partidos ya establecidos. Casini y Fini respondió proponiendo una conjunta "Lista por Italia" sin símbolos de partido. Esto podría significar que el proyecto centrista previamente encarnado por el NPI sigue vivo.
- Datos: Q602390